# أرفيداس شيكشنيوس
أرفيداس شيكشنيوس (بالليتوانية: Arvydas Šikšnius)‏ مواليد 10 أكتوبر 1987 في ليتوانيا، هو لاعب كرة سلة ليتواني. بدأ مسيرته الاحترافية في سنة 2008. يحمل الرقم 6.

## المسيرة الاحترافية
لعب مع نادي ساكالي لكرة السلة من سنة 2008 إلى 2010، ثم لعب مع شياولياي في موسم 2009–2010، ثم لعب مع ليتوفوس رايتس في سنة 2010، ثم لعب مع شياولياي في موسم 2011–2012، ثم لعب مع نادي نفيجيس لكرة السلة في موسم 2013–2014، ثم لعب مع أوتينوس يوفنتوس في موسم 2014–2015.

## روابط خارجية
- أرفيداس شيكشنيوس على موقع الدوري الأوروبي لكرة السلة (الإنجليزية)
- أرفيداس شيكشنيوس على موقع كرة السلة الأوروبية.كوم (الإنجليزية)
- أرفيداس شيكشنيوس على موقع ريلجم (الإنجليزية)
- أرفيداس شيكشنيوس على موقع بروبوليرز (الإنجليزية)
- أرفيداس شيكشنيوس على موقع سبورتس رفرنس (الإنجليزية)